# Serafin Żyrowicki
Serafin Żyrowicki, właśc. Roman Szachmuć (ur. 2 lipca?/15 lipca 1901 w Podlesiu, zm. 1946 w obwodzie gorkowskim ZSRR) – święty prawosławny.

## Życiorys
Pochodził z wielodzietnej rodziny chłopskiej. Jako czternastolatek stracił ojca. W 1916, po ukończeniu Szkoły Ludowej, wstąpił do monasteru Świętego Ducha w Mińsku, który jednak wkrótce opuścił, by pomóc matce w utrzymaniu rodziny. Służył następnie jako psalmista w Wieliaticzach (pow. piński), po czym w 1922 ponownie wstąpił do monasteru w Żyrowicach. W tym samym roku lub wiosną roku następnego złożył śluby zakonne i przyjął imię Serafin. W 1926 otrzymał święcenia diakońskie, w 1935 – kapłańskie, po czym został skierowany do parafii w Kuraszewie. Prowadził w niej czynną działalność przeciw neounii, organizował bractwo cerkiewne oraz pielgrzymki do znanych monasterów prawosławnych. Przez ludność wsi uważany był za jasnowidza i uzdrowiciela. Pracę w Kuraszewie prowadził do grudnia 1937 lub marca 1938, kiedy wrócił do Żyrowic. W 1939 otrzymał godność ihumena, wkrótce później archimandryty.
W 1941 razem z ihumenem Grzegorzem (Kudarenką) udał się w podróż duszpasterską na Wschodnią Białoruś, gdzie w miarę możliwości starali się zakładać nowe parafie i monastery. Serafin gromadził również dokumenty i materiały dotyczące prześladowań Cerkwi prawosławnej przed II wojną światową.
6 września 1944 został aresztowany razem z o. Grzegorzem (Kudarenką) w Grodnie i po wstępnym przesłuchaniu przewieziony do więzienia w Mińsku. Oskarżono ich o współpracę z Sicherheitsdienst, pobyt w więzieniu wywołał u niego chorobę serca. Dziesięciomiesięczne śledztwo nie przyniosło żadnych dowodów winy, mimo tego 7 lipca 1945 został skazany na pięć lat łagru w obwodzie gorkowskim. W rok później zmarł w obozie. 22 kwietnia 1994 został całkowicie zrehabilitowany.

## Kanonizacja
28 października 1999 roku Święty Synod Białoruskiego Kościoła Prawosławnego z błogosławieństwem Patriarchy Moskwy i wszechrusi Aleksego II archimandryta Serafin (Szachmuć) został zaliczony do grona 23 miestnocztimych Nowomęczenników ziemi Białoruskiej, a dniem jego pamięci wyznaczono 15/28 października (zależnie od używanego kalendarza).
W roku następnym został ogłoszony świętym także przez Sobór Archijerejski Rosyjskiego Kościoła Prawosławnego.